# Колтон (Каліфорнія)
Колтон (англ. Colton) — місто (англ. city) в США, в окрузі Сан-Бернардіно штату Каліфорнія. Населення — 53 909 осіб (2020).

## Географія
Колтон розташований за координатами 34°3′16″ пн. ш. 117°19′30″ зх. д. / 34.05444° пн. ш. 117.32500° зх. д. (34.054553, -117.325031).  За даними Бюро перепису населення США в 2010 році місто мало площу 41,54 км², з яких 39,69 км² — суходіл та 1,85 км² — водойми.

## Демографія
Згідно з переписом 2010 року, у місті мешкали 52 154 особи в 14 971 домогосподарстві у складі 11 740 родин. Густота населення становила 1255 осіб/км².  Було 16350 помешкань (394/км²).
Расовий склад населення:
| - 43,4 % — білих - 9,7 % — чорних або афроамериканців - 5,0 % — азіатів - 1,3 % — корінних американців - 0,3 % — вихідців з тихоокеанських островів - 35,3 % — осіб інших рас |

До двох чи більше рас належало 5,1 %. Частка іспаномовних становила 71,0 % від усіх жителів.
За віковим діапазоном населення розподілялося таким чином: 32,0 % — особи молодші 18 років, 61,0 % — особи у віці 18—64 років, 7,0 % — особи у віці 65 років та старші. Медіана віку мешканця становила 28,4 року. На 100 осіб жіночої статі у місті припадало 96,0 чоловіків;  на 100 жінок у віці від 18 років та старших — 92,6 чоловіків також старших 18 років.
Середній дохід на одне домашнє господарство  становив 53 523 долари США (медіана — 41 565), а середній дохід на одну сім'ю — 56 026 доларів (медіана — 44 653). Медіана доходів становила 37 270 доларів для чоловіків та 29 706 доларів для жінок. За межею бідності перебувало 22,1 % осіб, у тому числі 30,2 % дітей у віці до 18 років та 14,1 % осіб у віці 65 років та старших.
Цивільне працевлаштоване населення становило 21 659 осіб. Основні галузі зайнятості: освіта, охорона здоров'я та соціальна допомога — 23,4 %, роздрібна торгівля — 15,1 %, виробництво — 11,2 %, мистецтво, розваги та відпочинок — 9,6 %.